# Bitly
Bitly（ビットリー）は、アメリカ合衆国で主に短縮URLサービスを提供している事業者。

## 概要
自社ドメインである「bit.ly」や「j.mp」ドメインによる短縮URLサービスのほか、ユーザが保有する独自ドメイン（Branded Short Domain）による短縮URLサービスを提供している。
単にURLを短縮するだけであれば登録不要だが、ユーザ登録を行うことでそれらの短縮URLに対する効果測定機能やAPIなども利用できる。一般ユーザ向けの無料版のほか、企業向けの有償サービスとしては「Bitly Enterprise」が存在する。
サービス開始は2009年。創業から間もなくTwitterが同社の短縮URLサービスを採用したことで、短縮URL業界でも大手といえるシェアを獲得した（なお、Twitterは後に自社独自の短縮URLに移行した）。
同社では2017年時点で「いわゆるフォーチュン500企業の3/4弱が同社の顧客であり、320億以上の短縮URLを生成した」と主張している。
2017年にはSpectrum Equityから6300万ドルの出資を受け、同社が親会社となった。
同社の短縮URLは、通常生成されたURLの末尾に「+」をつけることで効果測定画面を表示する（InfoPlus機能）。無料版の場合はこれを非公開にすることはできないが、Enterprise版では非公開にすることが可能。
なお同社のメインドメインである「bit.ly」はリビアが保有するccTLDであり（.lyも参照）、政治的・宗教的リスクを伴う可能性が指摘されている。